# Protocole relatif aux métaux lourds
Ne doit pas être confondu avec Convention d'Aarhus ou Protocole d'Aarhus sur les polluants organiques persistants.
Le Protocole relatif aux métaux lourds, de son nom complet Protocole à la Convention sur la pollution atmosphérique transfrontière à longue distance, de 1979, relatif aux métaux lourds, parfois appelé Protocole d'Aarhus sur les métaux lourds ou Protocole ML, un protocole à la Convention sur la pollution atmosphérique transfrontière à longue distance, qui a été adopté à Aarhus, au Danemark, en le 24 juin 1998. Il est entré en vigueur le 29 décembre 2003.
Le protocole vise à réduire les émissions de métaux lourds que sont le cadmium, de plomb et de mercure dans l’intérêt de la protection de l’environnement et de la santé.
Le protocole a été signé et ratifié par 34 États ainsi que l'Union européenne. Des amendements au Protocole ont été convenus le 13 décembre 2012 à Genève pour introduire des plafonds d’émission plus strictes, et sont entrés en vigueur le 8 février 2022,.

## Principales stipulations

### Maîtrise des métaux lourds
En premier lieu, les Parties ont l'obligation de tenir un registre des émissions de cadmium, de plomb et de mercure et de mettre en œuvre des stratégies et des programmes pour mettre en œuvre le Protocole.
En deuxième lieu, le Protocole fait peser sur les Parties l'obligation d'appliquer les « meilleurs techniques possibles » (envisagées par l'Annexe III) au sources fixes importantes de métaux lourds se trouvant sur son territoire.
En troisième lieu, l'Annexe V fixe des plafonds d'émission ou de valeurs-limites annuelles devant être respectées par les Parties, afin de réduire de 90% ces émissions par rapport aux niveaux de 1990.
En quatrième lieu, les Parties doivent adopter et mettre en œuvre des mesures de règlementation touchant aux métaux lourds, telles que décrites dans l'Annexe VI.
Enfin, les Parties ont l'obligation de transmettre les informations tendant à la mise en œuvre et aux niveaux de métaux lourds à l'organe exécutif de la Convention sur la pollution atmosphérique de 1979, et un comité d'application est chargé de surveiller la bonne application du Protocole par les Parties.

### Coopération entre les parties
La coopération, la recherche et la surveillance sont encouragés par le Protocole, notamment les émission, le transports, les niveaux existants, les effets, le traitement et le recyclage, ou encore les concentrations dans certains produits des métaux lourds.

## Voir également